# Prestranek
Prestranek – wieś w Słowenii, w gminie Postojna. W 2018 roku liczyła 808 mieszkańców.